# Вуйович, Зоран
Зоран Вуйович (хорв. Zoran Vujović; род. 26 августа 1958, Сараево) — югославский и хорватский футболист и футбольный тренер. Брат-близнец Златко Вуйовича.

## Карьера

### Клубная
В возрасте 9 лет переехал с семьёй в Сплит. Начинал игровую карьеру в сплитском «Хайдуке», за который выступал с 1976 по 1986 годы, провёл 428 встреч и забил 66 голов. В его составе выиграл чемпионат Югославии 1979 года и дважды завоёвывал национальный кубок (1977 и 1984). В 1986 году он уехал во Францию, продолжив карьеру в «Бордо», с которым выиграл чемпионат и Кубок Франции. В 1989 году провёл один сезон в «Канне», а в 1989 году вернулся в страну и провёл сезон за «Црвену Звезду», оформив «золотой дубль». В 1990 году вернулся во Францию, где в 1993 году завершил свою карьеру, выступая за «Стад де Валлорис», «Канн» и «Ниццу». После карьеры игрока работал тренером в Марокко, Саудовской Аравии и Франции.

### В сборной
В сборной Югославии дебютировал 13 июня 1979 в Загребе в товарищеском матче против Италии, выйдя на замену на 68-й минуте. В составе сборной выиграл футбольный турнир Средиземноморских игр 1979, а также участвовал на Олимпиаде в Москве и чемпионате мира в Испании. Последний матч провёл 20 сентября 1989 против Греции в Нови-Саде. За сборную сыграл 34 встречи, забил два гола.